# Litografie fotocromatică

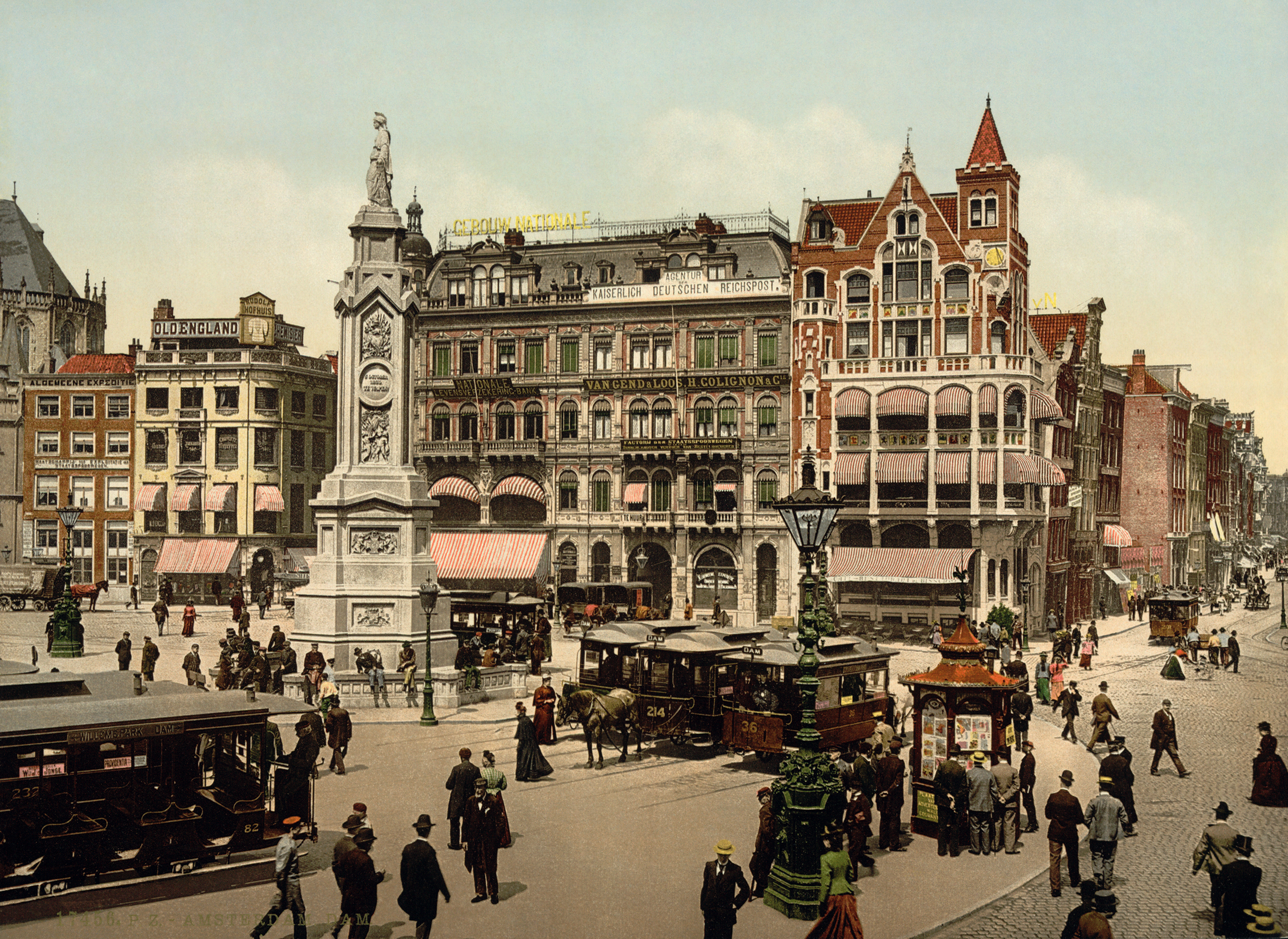
Litografie fotocromatică a Pieţei Dam din Amsterdam, produsă de Detroit Photographic Company, circa 1890 - 1900.

Litografia fotocromatică, în limbile germană și franceză, Fotochrom, respectiv în engleză, Photochrome,  numită, de asemenea, și Procedeul Aäc, reprezintă o tehnică de a produce imagini colorate folosind ca sursă primară imagini fotografice de pe negative alb-negru transferate direct fotografic pe plăci litografice, cu care se produc imagini color într-o gamă cromatică apropiată de realitate.

## Istoric
Procedeul a fost inventat în anii 1880 de către elvețianul Hans Jakob Schmid (1856 - 1924), angajat al companiei Orell Füssli Verlag, o tipografie cu o lungă istorie, care poate fi datată în secolul al 16-lea.  Füssli a fondat compania pe acțiuni Photochrom Zürich, denumită ulterior Photoglob Zürich, ca o companie menită să exploateze comercial invenția sa. Ambele companii, Füssli și Photoglob continuă să existe astăzi. 

## Procesul

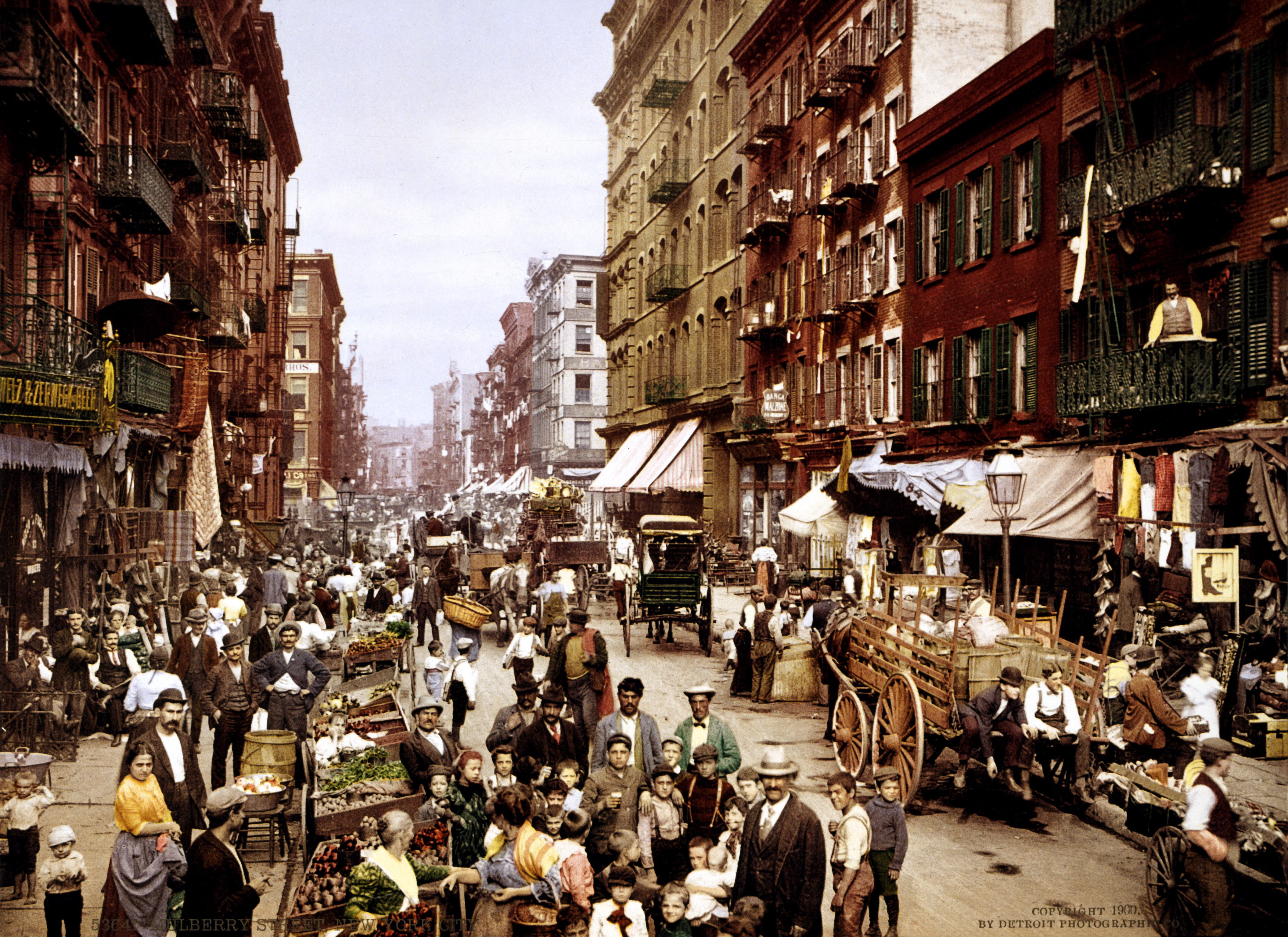
O litografie fotocromatică a Mulberry Street din New York City, care evocă colorarea specifică a procesului.
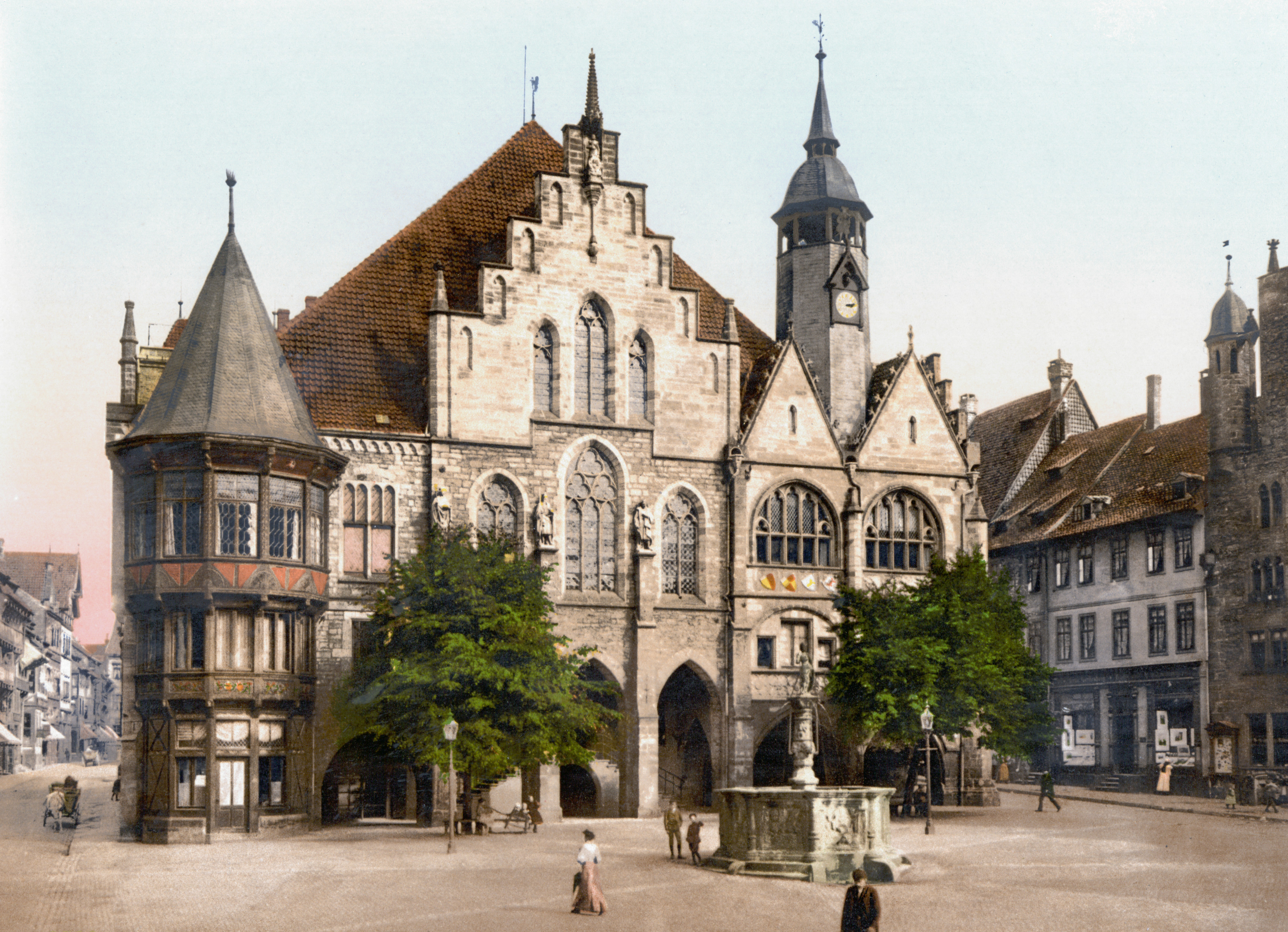
Litografie fotocromatică a primăriei oraşului Hildesheim, Germania din anii 1890
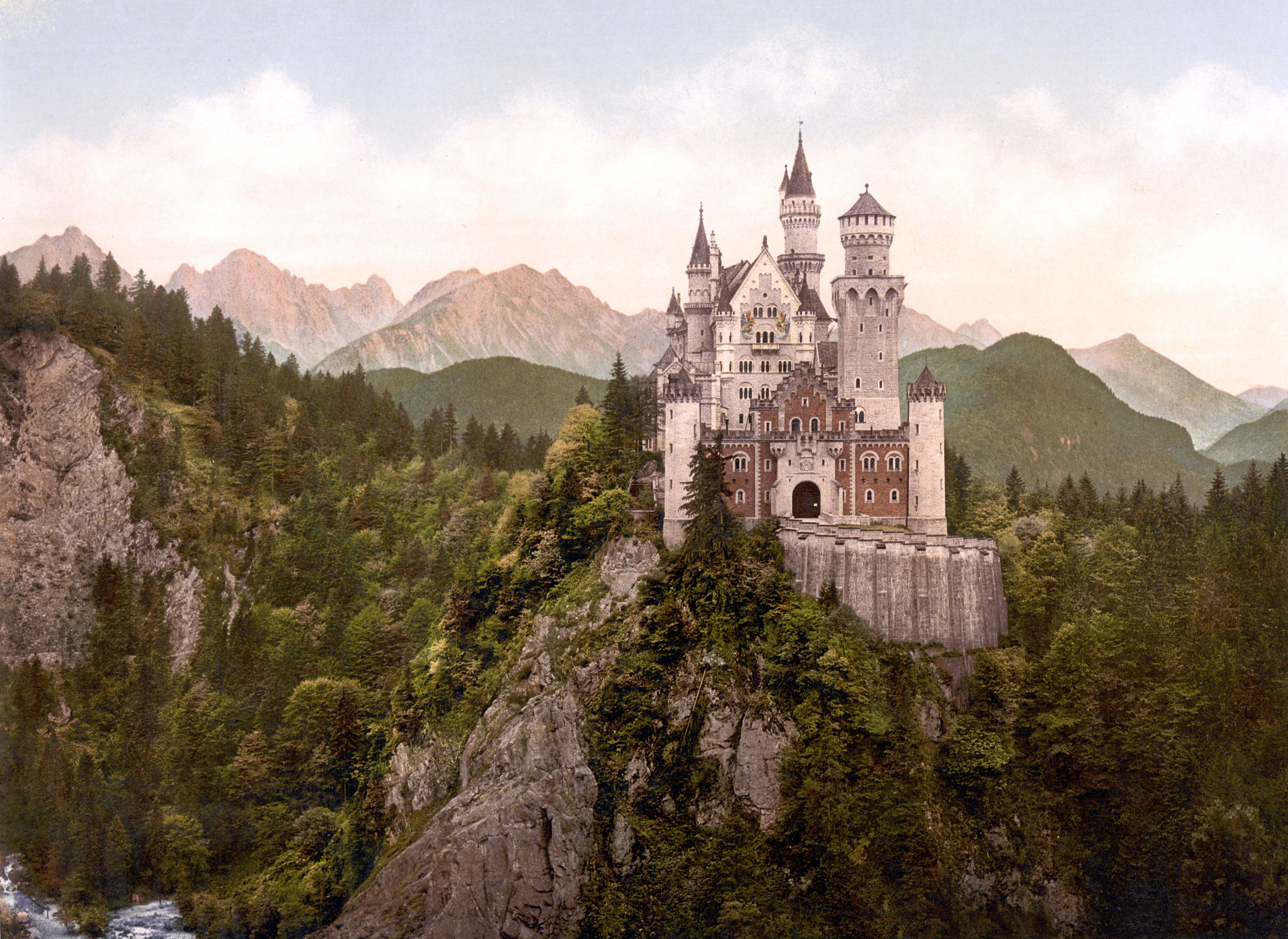
Litografie a castelului Neuschwanstein Castle din anii 1890
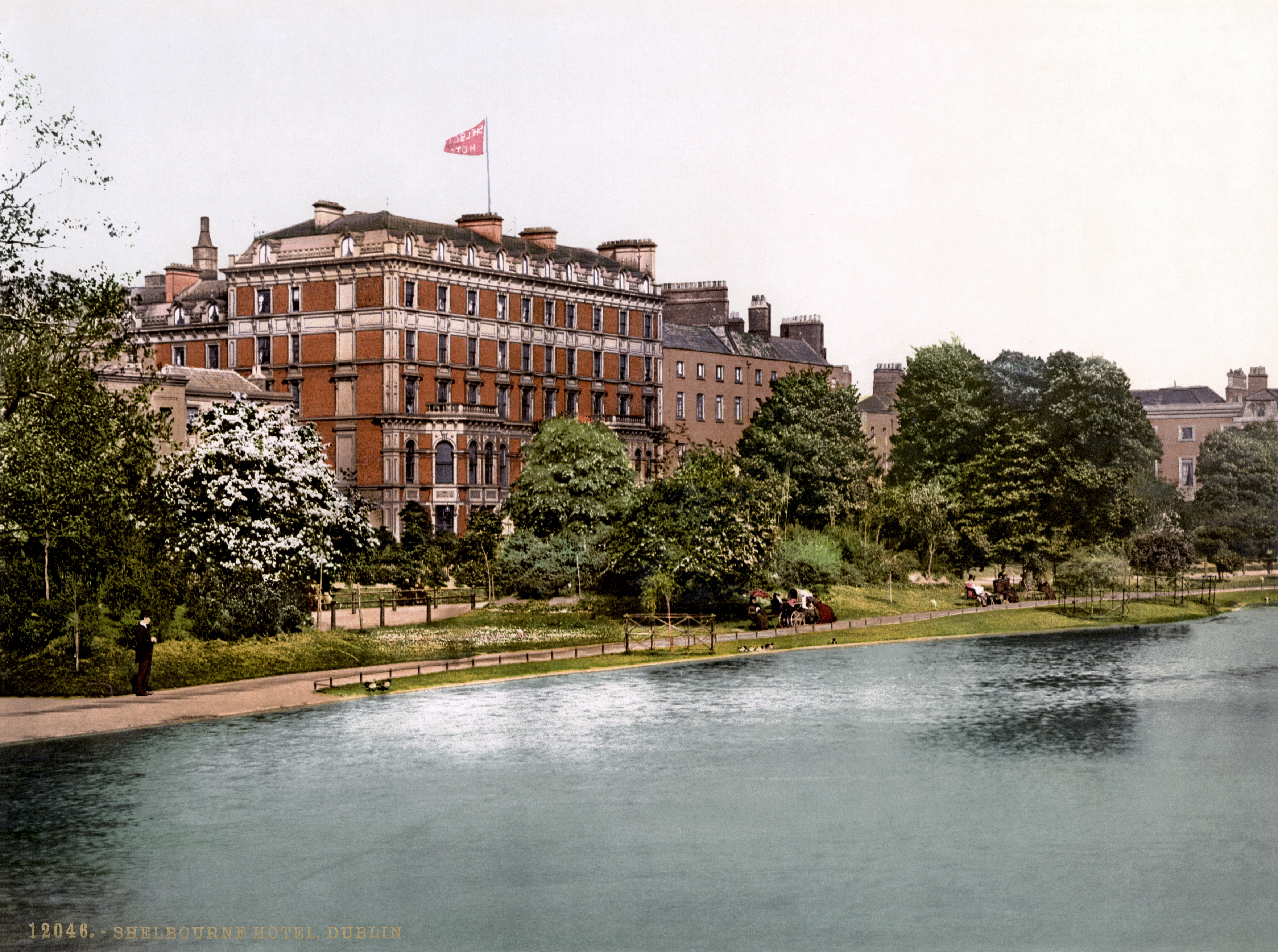
O litografie fotocromatică din jurul anului 1900 a hotelui Shelbourne din Dublin, Irlanda
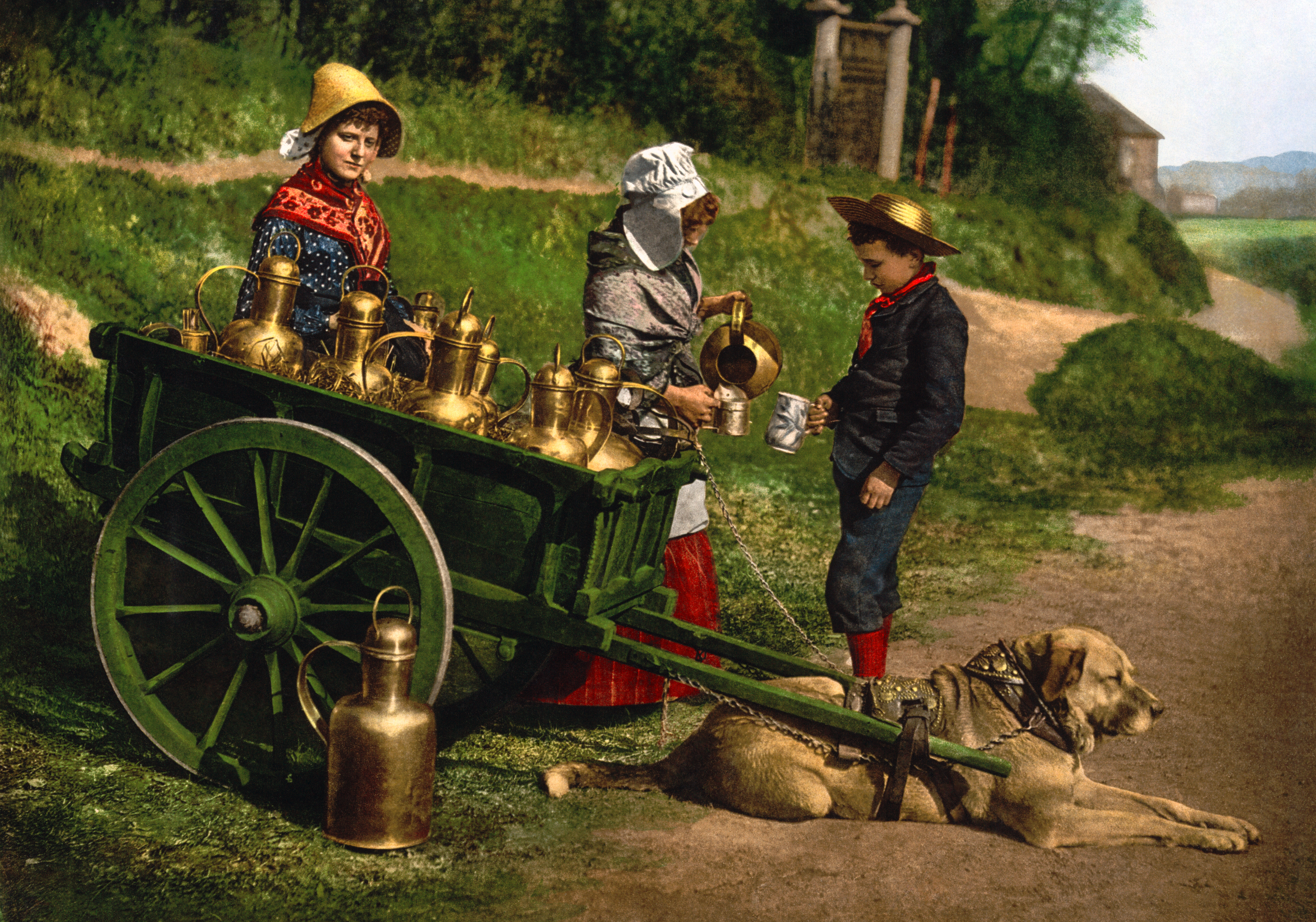
Imagine înfăţişând vânzători ambulanţi de lapte dintr-un sat belgian; şareta este tractată de câine, circa 1890 - 1900
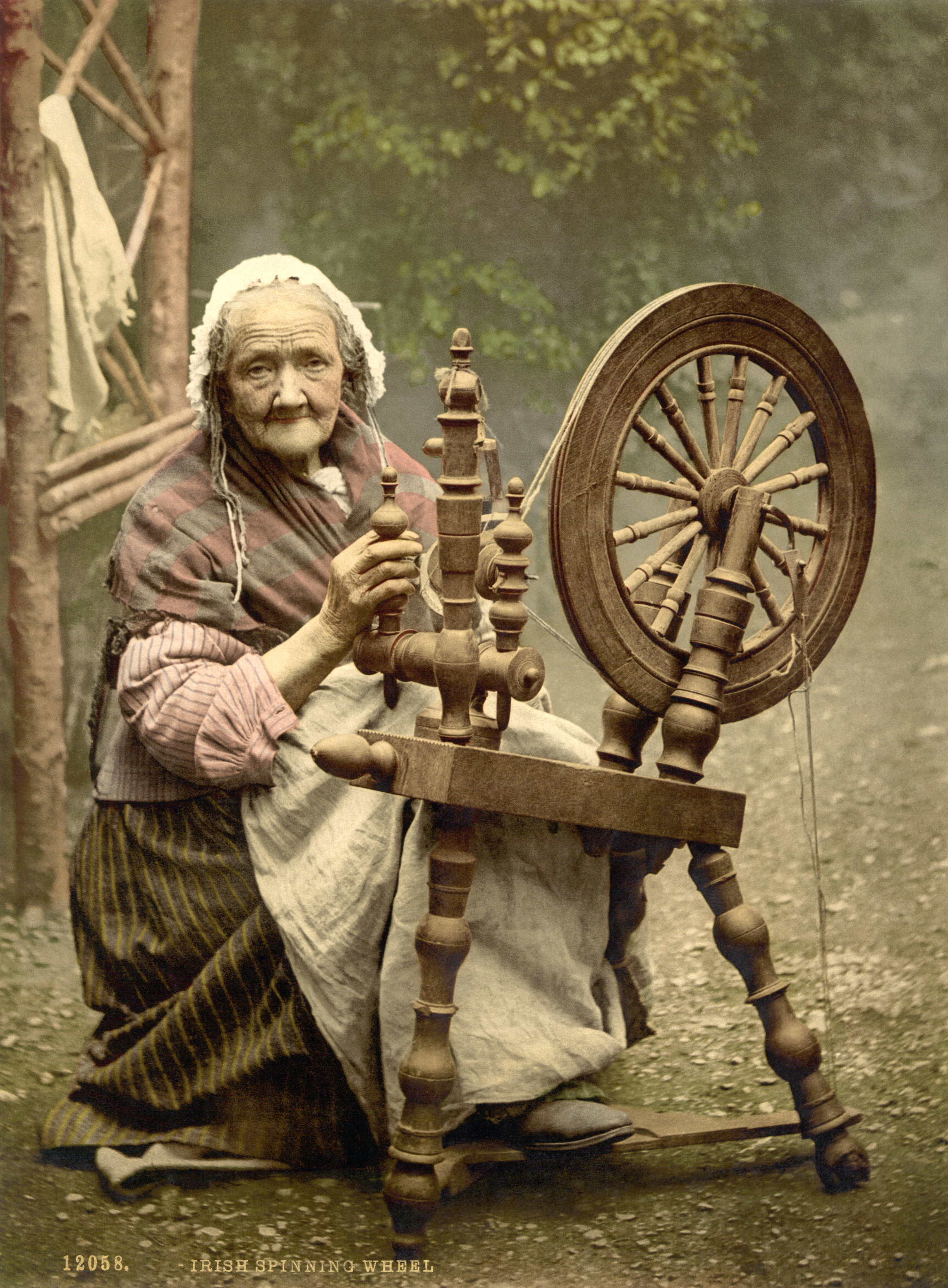
Femeie în vârstă irlandeză utilizând o roată de tors, circa 1890
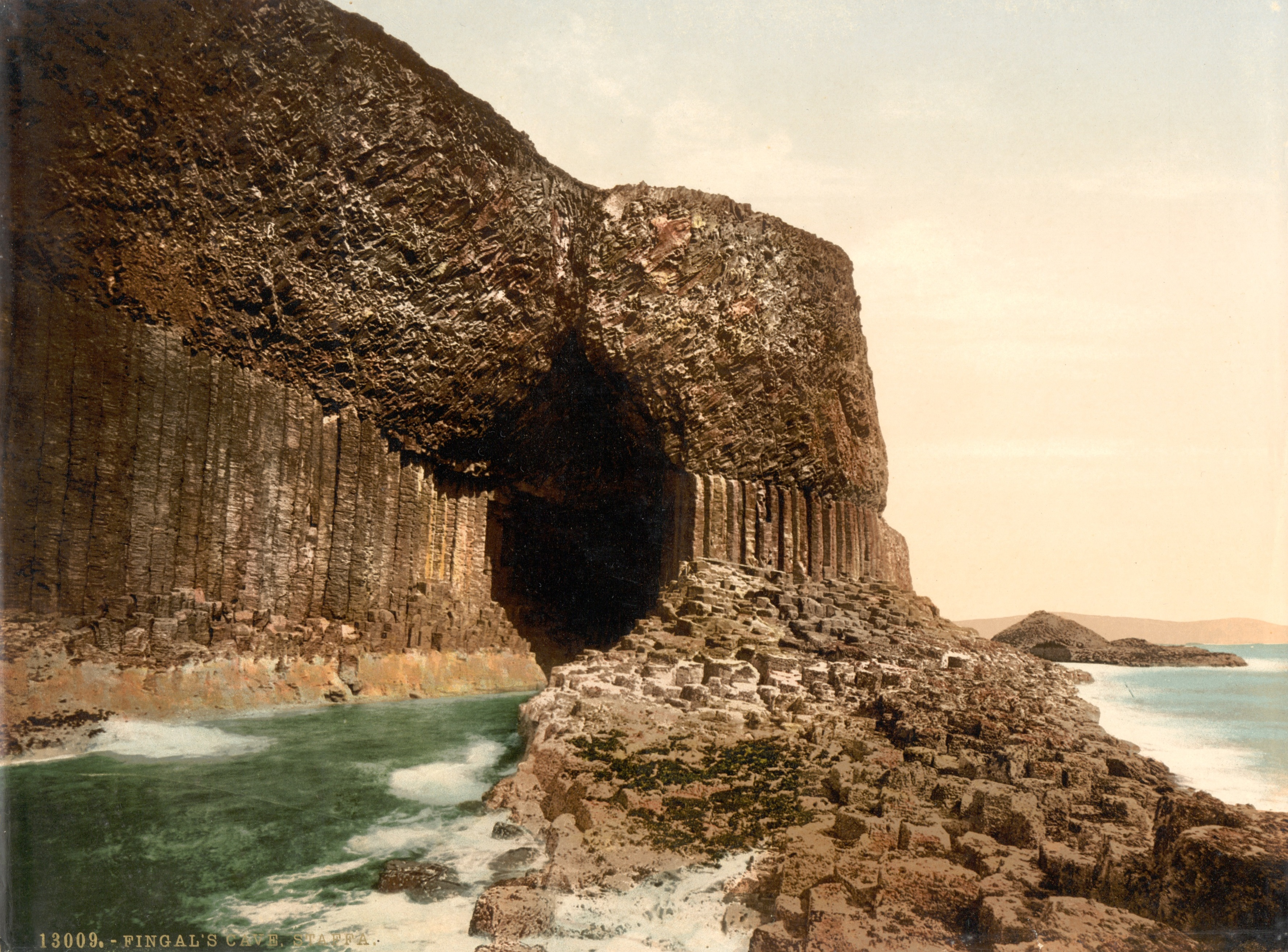
Intrarea peşterii Fingal, Scoţia, 1900 (fotografie realizată în cazul unui reflux)
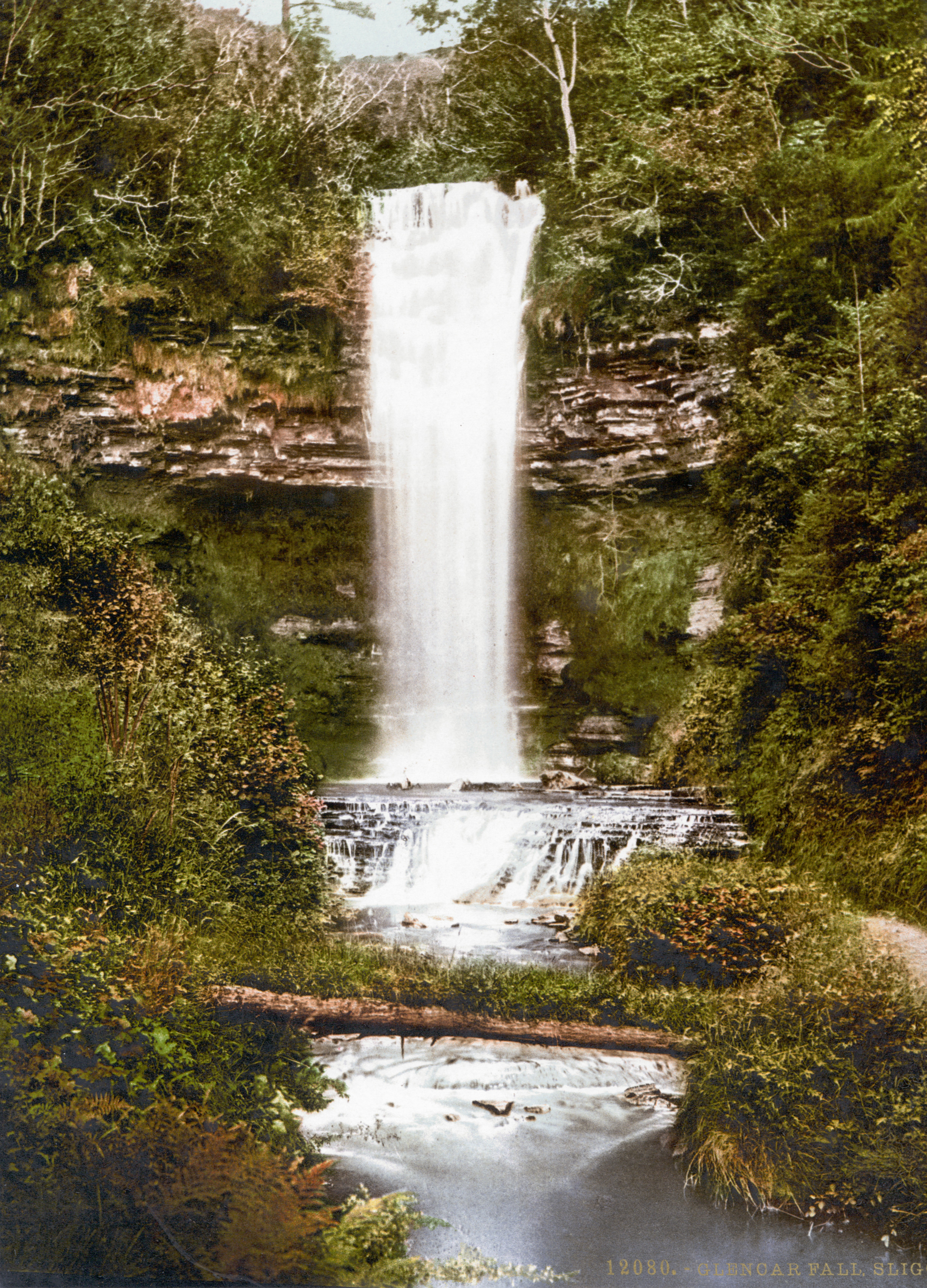
Cascadă din Irlanda, circa 1890